# Premi César 1977
La cerimonia di premiazione della 2ª edizione dei Premi César si è svolta il 19 febbraio 1977 alla Salle Pleyel di Parigi. È stata presieduta da Lino Ventura e presentata da Pierre Tchernia. È stata trasmessa da Antenne 2.
Il film che ha ottenuto il maggior numero di candidature (otto) è stato Barocco di André Téchiné, mentre i film che hanno ottenuto il maggior numero di premi (tre) sono stati Barocco e Mr. Klein (Monsieur Klein) di Joseph Losey.

## Vincitori e candidati
I vincitori sono indicati in grassetto, a seguire gli altri candidati.

### Miglior film
- Mr. Klein (Monsieur Klein), regia di Joseph Losey
- Barocco, regia di André Téchiné
- Il giudice e l'assassino (Le juge et l'assassin), regia di Bertrand Tavernier
- La Meilleure Façon de marcher, regia di Claude Miller

### Miglior regista
- Joseph Losey - Mr. Klein (Monsieur Klein)
- Claude Miller - La Meilleure Façon de marcher
- Bertrand Tavernier - Il giudice e l'assassino (Le juge et l'assassin)
- André Téchiné - Barocco

### Miglior attore
- Michel Galabru - Il giudice e l'assassino (Le juge et l'assassin)
- Alain Delon - Mr. Klein (Monsieur Klein)
- Gérard Depardieu - L'ultima donna (La dernière femme)
- Patrick Dewaere - La Meilleure Façon de marcher

### Miglior attrice
- Annie Girardot - Il caso del dottor Gailland (Docteur Françoise Gailland)
- Isabelle Adjani - Barocco
- Miou-Miou - Come è cambiata la nostra vita (F... comme Fairbanks)
- Romy Schneider - Una donna alla finestra (Une femme à sa fenêtre)

### Migliore attore non protagonista
- Claude Brasseur - Certi piccolissimi peccati (Un éléphant ça trompe énormément)
- Jean-Claude Brialy - Il giudice e l'assassino (Le juge et l'assassin)
- Charles Denner - Chissà se lo farei ancora (Si c'était à refaire)
- Jacques Dutronc - Mado

### Migliore attrice non protagonista
- Marie-France Pisier - Barocco
- Anny Duperey - Certi piccolissimi peccati (Un éléphant ça trompe énormément)
- Brigitte Fossey - La fabbrica degli eroi (Le bon et les méchants)
- Francine Racette - Scene di un'amicizia tra donne (Lumière)

### Migliore sceneggiatura originale o miglior adattamento
- Jean Aurenche e Bertrand Tavernier - Il giudice e l'assassino (Le juge et l'assassin)
- Jean-Loup Dabadie - Certi piccolissimi peccati (Un éléphant ça trompe énormément)
- Claude Miller e Luc Béraud - La Meilleure Façon de marcher
- Francis Veber - Professione... giocattolo (Le jouet)

### Migliore fotografia
- Bruno Nuytten - La Meilleure Façon de marcher e Barocco
- Étienne Becker - Professione... giocattolo (Le jouet)
- Gerry Fisher - Mr. Klein (Monsieur Klein)
- Claude Renoir - Il caso del dottor Gailland (Docteur Françoise Gailland)
- Claude Renoir - Una femmina infedele (Une femme fidèle)

### Miglior montaggio
- Marie-Josèphe Yoyotte - Police Python 357
- Henri Lanoë - Mr. Klein (Monsieur Klein)
- Claudine Merlin - Barocco
- Jean Ravel - Una donna alla finestra (Une femme à sa fenêtre)

### Migliore scenografia
- Alexandre Trauner - Mr. Klein (Monsieur Klein)
- Bernard Evein - Professione... giocattolo (Le jouet)
- Pierre Guffroy - L'inquilino del terzo piano (Le locataire)
- Pierre Guffroy - Mado
- Ferdinando Scarfiotti - Barocco

### Migliore musica
- Philippe Sarde - Barocco
- Georges Delerue - Il genio (Le grand escogriffe)
- Georges Delerue - Police Python 357
- Serge Gainsbourg - Je t'aime moi mon plus
- Philippe Sarde - Il giudice e l'assassino (Le juge et l'assassin)
- Mort Shuman - A noi le inglesine (À nous les petites Anglaises)

### Miglior sonoro
- Jean-Pierre Ruh - Mado
- Antoine Bonfanti - Je t'aime moi mon plus
- Jean Labussière - Mr. Klein (Monsieur Klein)
- Paul Lainé - Barocco
- Paul Lainé - La Meilleure Façon de marcher

### Miglior film straniero
- C'eravamo tanto amati, regia di Ettore Scola
- Alleva corvi (Cría cuervos), regia di Carlos Saura
- Barry Lyndon, regia di Stanley Kubrick
- Qualcuno volò sul nido del cuculo (One Flew Over the Cuckoo's Nest), regia di Miloš Forman

### Miglior cortometraggio d'animazione
- Un comédien sans paradoxe, regia di Robert Lapoujade
- Bactéries nos amies, regia di Michel Boschet
- Déjeuner du matin, regia di Patrick Bokanowski
- L'empreinte, regia di Jacques Cardon
- Oiseau de nuit, regia di Bernard Palacios
- La Rosette arrosée, regia di Paul Doppf

### Miglior cortometraggio di fiction
- Comment ça va je m'en fous, regia di François de Roubaix
- Chaleurs d'été, regia di Jean-Louis Leconte
- Le destin de Jean-Noël, regia di Gabriel Auer
- L'enfant prisonnier, regia di Jean-Michel Carré
- L'hiver approche, regia di Georges Bensoussan
- La nuit du beau marin peut-être, regia di Frank Verpillat

### Miglior cortometraggio documentario
- Une histoie de ballon, lycée n°31 Pekin, regia di Marceline Loridan Ivens e Joris Ivens
- L'atelier de Louis, regia di Didier Pourcel
- L'eruption de la montagne pelée, regia di Manolo Otero
- Hongrie vers quel socialisme?, regai di Claude Weisz
- Les murs d'une révolution, regia di Jean-Paul Dekiss
- Réponses de femmes, regia di Agnès Varda

### Premio César onorario
- Henri Langlois
- Jacques Tati